# Condado de Roane (Tennessee)
El condado de Roane (en inglés: Roane County, Tennessee), fundado en 1801, es uno de los 95 condados del estado estadounidense de Tennessee. En el año 2000 tenía una población de 51.910 habitantes con una densidad poblacional de 56 personas por km². La sede del condado es Kingston.

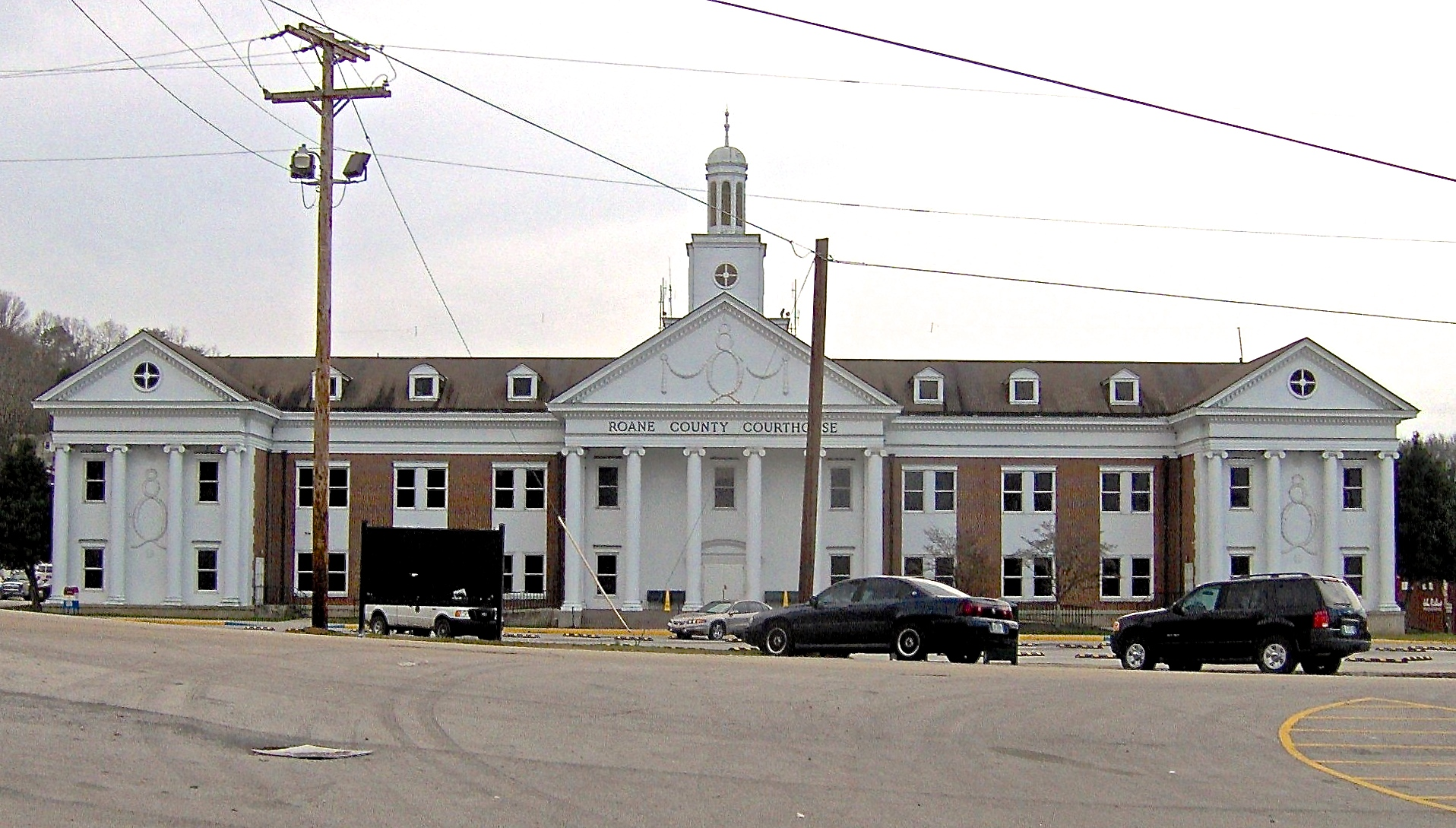
Corte del Condado de Roane en Kingston

## Geografía
Según la Oficina del Censo, el condado tiene un área total de 1023 km² (395 mi²), de la cual 935 km² (361 mi²) es tierra y 88 km² (34,0 mi²) es agua.

### Condados adyacentes
- Condado de Morgan norte
- Condado de Anderson noreste
- Condado de Loudon sureste
- Condado de McMinn sur
- Condado de Meigs y Condado de Rhea suroeste
- Condado de Cumberland oeste

## Demografía
En el 2000 la renta per cápita promedia del condado era de 33 226 $, y el ingreso promedio para una familia era de $41 399. El ingreso per cápita para el condado era de $18 456. En 2000 los hombres tenían un ingreso per cápita de 32 204 $ contra 22,439$ para las mujeres. Alrededor del 13,90% de la población estaba bajo el umbral de pobreza nacional.

## Lugares

### Ciudades y pueblos
- Harriman
- Kingston
- Oak Ridge
- Oliver Springs
- Rockwood

### Comunidades no incorporadas
- Midtown
- Ten Mile

### Ex asentamientos
- Cardiff